# Guardia Piemontese

Guardia Piemontese là một đô thị và cộng đồng (comune) ở tỉnh Cosenza trong vùng Calabria miền nam nước Ý.
Đô thị Guardia Piemontese có diện tích ki lô mét vuông, dân số thời điểm năm 2007 là người.
Đô thị này có các đơn vị dân cư (frazioni) sau:
Các đô thị giáp ranh: 